# CULV
CULV（英語：Consumer Ultra Low Voltage）是Intel在2009年推出的筆記型電腦平台，意為消費型的ULV（Ultra Low Voltage，超低電壓）處理器，提供更低電壓、更省電的功能。
CULV平台由Intel低價ULV處理器組成，CPU TDP功耗約5W-15W，遠小於一般筆記本電腦的25W-35W，可大幅降低耗電。

## CULV 產品
- Ultrabook